# 사벌고등학교
사벌고등학교는 경상북도 상주시 사벌국면 엄암리에 있었던 공립 고등학교이다.

## 역사
사벌고등학교는 1971년 3월 15일에 공립 고등학교로 개교하였다. 과거에는 학생 수가 많았으나, 2005년부터 출산율 저하로 학생 수가 급감하였고,
결국 2007년에 학생 수 급감 및 운영 악화를 견디지 못하여 사벌중학교와 함께 폐교 되었다.
총 33회의 졸업식을 가졌으며, 5323명의 졸업생, 2149명의 동문들을 배출해냈다.

## 연혁[1]
- 1971년 3월 15일 : 개교
- 2007년 2월 28일 : 폐교 (33회 졸업)

## 같이 보기
- 사벌중학교